# Witbrant
Witbrant is een wijk in het Tilburgse stadsdeel de Reeshof. Met bijna 3000 inwoners is de wijk onder te verdelen in de buurten Witbrant Oost en Witbrant West. Gelegen in het zuid-oostelijke deel van de Reeshof, is de woonwijk ingeklemd tussen het spoor aan de noordelijke kant en Buitengebied Witbrant aan de zuidelijke kant. Ingesloten in dit buitengebied en grenzend aan de woonwijk is het ontginningsbos De Gaas.
Grenzend aan de buurt Witbrant West ligt het treinstation Tilburg Reeshof. In de buurt staat een basisschool en het Reeshof College, een vmbo-school. Alle straatnamen in deze buurt zijn vernoemd naar Nederlandse woonplaatsen die met de letter W beginnen.
Witbrant Oost kenmerkt zich door een uitgesproken en samenhangende architectuur van huizen. De buurt bestaat volledig uit eengezinswoningen. Met uitzondering van de Witbrantlaan, zijn alle straatnamen in deze buurt vernoemd naar Nederlandse woonplaatsen die met de letter A beginnen.